# 文件结构

文件结构是文件存放在磁盘等存储设备上的组织方法。主要体现在对文件和目錄的组织上。文件结构是每一类文件所特有的，大部分文件的结构都如下：
文件类型的识别代码（如GIF为GGIF，BMP为BM等） 资料（每一种文件类型的资料都是不一样的）。
当然，还有一些没有文件类型的识别代码（如INI、INF）甚至没有固定的文件结构的文件类型（如DAT、TXT）。